# 思琳
思琳（法語：Celine）是法國奢侈時裝品牌，主營高級成衣、鞋履、皮革製品及飾品。現時是LVMH集團旗下品牌之一。
Celine Vipiana於1945年創立同名品牌，年未三十的她起初以訂製童鞋起家，隨著巴黎人各個口耳相傳，品牌名聲也日漸壯大，因而受到貴客的鼓舞，開始為高端顧客的孩子們量身定做高級訂製鞋。自事業節節上升，獲得廣泛回響的成功後，Vipiana著手發展女性訂製鞋的服務，並於1960年代起研發皮件與配飾相關產品，隨後在1968年推出“SPORTSWEAR”系列。品牌自此倡導PARISIAN-CHIC理念，並以最頂級的質料與精緻做工立為CELINE的核心價值。
品牌的創意總監曾包括：Micheal Kors (1997-2004）、Roberto Menichetti（2005）、Ivana Omazic（2005-2008）及成功讓思琳翻身的菲比·費洛（2008-2017）。2018年明星設計師艾迪·斯理曼入主思琳。

## 创意总监

### 菲比·費洛
2008年9月4日，時尚門戶網站《女裝日報》宣布，LVMH總裁貝爾納·阿爾諾任命菲比·費洛為思琳的新創意總監。費洛在思琳的任期从2008年10月开始，她在巴黎時裝週上展示了她的首個2010年春夏成衣系列。LVMH時尚部門首席執行官Pierre-Yves Roussel說，对費洛的聘请給了她表達自己願景的機會。2009年，《時尚》將她的風格定義為“極酷的極簡風格”。
費洛就讀於倫敦中央聖馬丁藝術與設計學院。在加入思琳之前，費洛在蔻依擔任設計總監一職。
費洛在2010年獲得了英國時尚委員會頒發的“年度最佳設計師”獎。 2011年，她被美國時裝設計師協會評為年度國際設計師。這兩個獎項都是由於她在Céline的工作而獲得的。
2017年12月，費洛在完成了2018秋季系列（該系列在2018年3月展出）後宣布離開思琳。

### 艾迪·斯理曼
2018年1月21日，LVMH宣布艾迪·斯理曼将担任思琳艺术、创意与视觉总监一职。2018年9月，艾迪·斯理曼发布了思琳品牌的新Logo。2019年，思琳在巴黎秋冬时装周举办了品牌史上第一次独立男装秀展。艾迪·斯理曼将其个人风格带入思琳的设计中，与菲比·費洛时期的极简主义设计风格不同。此外思琳还开始加速了网络上的推广宣传。

## 外部連結
- Celine的Instagram帳戶 （页面存档备份，存于）
- Celine的X（前Twitter）
- Celine的Facebook專頁 （页面存档备份，存于）
- Celine的YouTube頻道 （页面存档备份，存于）